# Államok vezetőinek listája 583-ban
Ezen az oldalon az i. sz. 583-ben fennálló államok vezetőinek névsora olvasható földrészek, majd országok szerinti bontásban.

## Európa
- Avar Kaganátus
  - Kagán: Baján (562–602)

- Bizánci Birodalom
  - Császár: Maurikiosz (582–602)

- Frank Birodalom
  - Király: II. Childebert (Austrasia, 575–596)
  - Király: I. Chilperich (Neustria, 561–584)
  - Király: Guntram (Burgundia, 561–592)
  - Bajor Hercegség
    - Herceg: I. Garibald (548–593)

- Longobárd Királyság
  - Interregnum (574–584)
  - Beneventói Hercegség
    - Herceg: Zotto (571–591)

  - Friuli Hercegség
    - Herceg: I. Grasulf (581-590)

  - Spoletói Hercegség
    - Herceg: I. Faroald (570–591)

- Szvéb Királyság
  - Király: Miro (570–583)
  - Király: Eboric (583–584)

- Vizigót Királyság
  - Király: Leovigild (571/572–586)

### Britannia
- Bernicia
  - Király: Frithuwald (579–585)

- Deira
  - Király: Ælle (560–588/590)

- Kelet-angliai Királyság
  - Király: Tyttla (578–593/599)

- Kenti Királyság
  - Király: Eormenric (522/539–560/585)
  - Király: Æthelberht (560/585–616/618)

- Wessexi Királyság
  - Király: Ceawlin (560–590)

- Essexi Királyság
  - Király: Æscwine (kb. 527–kb. 587)

- Dál Riata
  - Király: Aidan (574–608)

- Gwynedd
  - Király: Beli ap Rhun (kb. 580–kb. 599)

## Ázsia
- Csampa
  - Király: Szambhuvarman (572-629)

- Göktürk Kaganátus
  - Keleti Türk Kaganátus
    - Kagán: Apa (581-587)
    - Kagán: Isbara (581-587)

  - Nyugati Türk Kaganátus
    - Kagán: Tardu (575–603)

- Ibériai Királyság
  - Szászánida kormányzó (580-588)

- India
  - Anuradhapura
    - Király: I. Aggabódhi (564–598)

  - Csálukja-dinasztia
    - Király: I. Kirttivarman (566–597)

  - Kadamba
    - Király: Adzsavarman (565–606)

  - Pallava
    - Király: Szimhavisnu (575–615)

  - Pándja-dinasztia
    - Király: Kadungon (560–590)

- Japán
  - Császár: Bidacu (572–585)

- Kína (Északi és déli dinasztiák kora)
  - Csen-dinasztia
    - Császár: Csen Su-pao (582-589)

  - Nyugati Liang dinasztia
    - Császár: Liang Ming-ti (562-585)

  - Szuj-dinasztia
    - Császár: Szuj Ven-ti (581–604)

- Korea
  - Pekcse
    - Király: Üdok (554–598)

  - Kogurjo
    - Király: Phjongvon (559–590)

  - Silla
    - Király: Csinphjong (579–632)

- Lahmid Királyság
  - Király: III. An-Numán (580–602)

- Szászánida Birodalom
  - Sah: IV. Hurmuz (579–590)

## Afrika
- Akszúmi Királyság
  - Akszúmi uralkodók listája

## Amerika
- Copán
  - Király: Butz' Chan (578–628)
- Palenque
  - Király: I. K'an Balam (571–583)
  - Királynő: Yohl Ik'nal (583–604)

## Egyházfő
- Pápa: II. Pelagius (579–590)
- Konstantinápolyi pátriárka: IV. János (582–595)

## Fordítás
- Ez a szócikk részben vagy egészben  a   Liste der Staatsoberhäupter 583 című német Wikipédia-szócikk ezen változatának fordításán alapul.  Az eredeti cikk szerkesztőit annak laptörténete sorolja fel. Ez a jelzés csupán a megfogalmazás eredetét és a szerzői jogokat jelzi, nem szolgál a cikkben szereplő információk forrásmegjelöléseként.